# Photographie d'identité

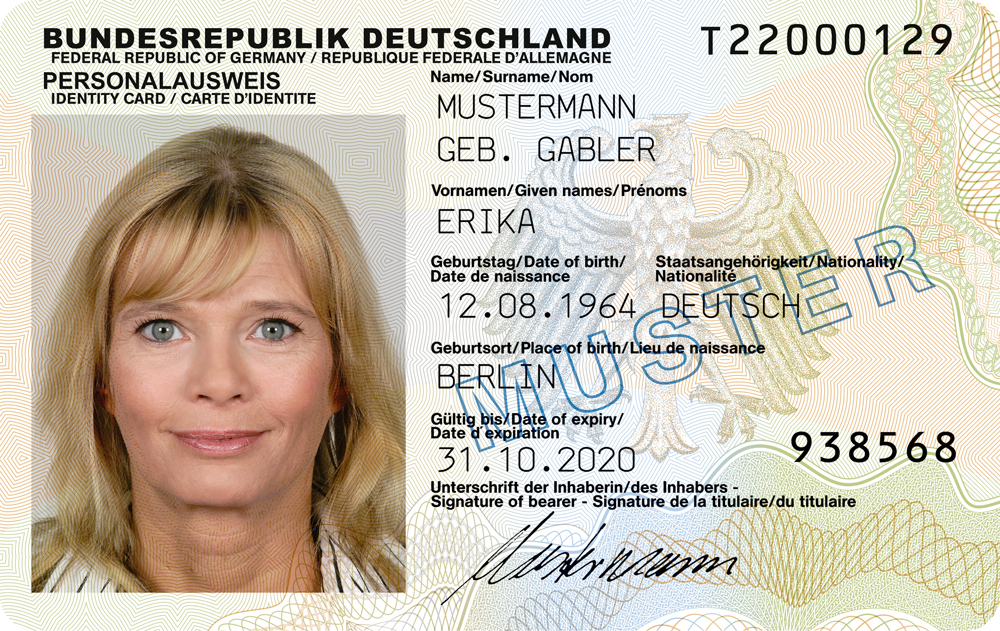
Une carte d'identité allemande, représentant le personnage fictif d'Erika Mustermann ; la photo d'identité est visible dans la partie gauche.

Une photographie d'identité (ou photo d'identité) est un type de portrait photographique de très petit format représentant le visage d'un individu de manière relativement neutre, utilisée pour établir son identité sur certains documents, notamment officiels (carte d'identité, passeport, permis de conduire, etc.). 
Elle peut être réalisée par une cabine automatique à développement instantané, par un logiciel photo d'identité ou par un photographe. 
Elles sont généralement tirées par planches de plusieurs clichés identiques, destinées à être découpées. 
Leurs caractéristiques, en particulier leurs dimensions et leur cadrage, font l'objet de normes et standards. 
Numérisées, elles peuvent permettre d'utiliser des technologies de biométrie par le biais de reconnaissance faciale.
Les photos d'identité doivent respecter une dizaine de critères, comme pour la France les dimensions doivent être de 3,5 cm de large sur 4,5 cm  de haut. La taille du visage doit mesurer de 3,2 cm à 3,6 cm. La zone des yeux doit être sur le second tiers.

## Esthétique de la photo d'identité
L'esthétique de la photographie d'identité est reprise par plusieurs artistes contemporains, notamment Thomas Ruff et Martin Schoeller.

## Formats et normes
Les photos d’identité doivent respecter des formats et des normes. La norme ISO/IEC 1979465 : 2005 est européenne. Cette norme définit le format de la photo et du visage à l’intérieur de cette photo.
Cette norme pour les photos d’identité est obligatoire pour les passeports, cartes nationales d’identité, permis de conduire et titres de séjour.
Certains pays européen  l’adaptent à leurs citoyens.

### Dimensions par pays
| Pays        | Largeur       | Hauteur        |
| ----------- | ------------- | -------------- |
| Belgique    | 35 mm         | 45 mm          |
| Canada      | 50 mm (ou 2″) | 70 mm (ou 2″¾) |
| Chine       | 33 mm         | 48 mm          |
| États-Unis  | 50,8 mm (2″)  | 50,8 mm (2″)   |
| France,     | 35 mm         | 45 mm          |
| Suisse      | 35 mm         | 45 mm          |
| Italie      | 40 mm         | 40 mm          |
| Royaume-Uni | 35 mm         | 45 mm          |
| Russie      | 35 mm         | 45 mm          |
| Madagascar  | 40 mm         | 40 mm          |